# Rainbow Syndrome
《Rainbow Syndrome》是韓國的女子組合Rainbow的第1枚正規韓語專輯。唱片公司為DSP Media。此曲與「A」、「Mach」，至今仍然是Rainbow在現場表演的必唱作品。

## 概要
- 與上一張迷你專輯《SO 女》相距約1年10個月以來回歸。
- 此專輯共收錄13首歌曲，並分為兩部份專輯發行。
  - 《Rainbow Syndrome Pt. 1》為正規1輯的前部份，收錄6首歌曲，於2013年2月13日發行。
    - 《Tell Me Tell Me》為Part 1的主打曲目。有別於前幾作，《Tell Me Tell Me》以清純風格為主，給人充份表現Rainbow的另一面
    - 新曲《Golden Touch》則會被用在成龍和權相佑主演的電影「十二生肖」上，包括在韓國的宣傳片中。

  - 《Rainbow Syndrome Pt. 2》為正規1輯的後部份，收錄7首歌曲，於2013年6月5日發行。
    - 《Sunshine》為Part 2的主打曲目。《Sunshine》延續前作《Tell Me Tell Me》，以清純風格為主題。

- 《Tell Me Tell Me》和《Sunshine》於多個音樂節目取得好成績，而《Sunshine》於6月23日的人氣歌謠，與SISTAR和After School並列一位候補，是Rainbow出道以來首次一位候補。

## 收錄內容

### Part 1
1. Golden Touch
2. 閉上你的眼睛（두 눈을 감고）
3. Tell Me Tell Me
1st正規韓語專輯《Rainbow Syndrome Pt. 1》主打曲目
4. Cosmic Girl
5. 我知道而你不知道的故事（나만 아는 너는 절대 모를 이야기）
6. In Love

### Part 2
1. Kiss me
2. Sunshine
1st正規韓語專輯《Rainbow Syndrome Pt. 2》主打曲目
3. Don't touch
4. Let's Dance
5. 我會一直等待（기다릴게）
6. EENIE MEENIE MINIE MOE
7. Chewing Time